# Пара (філателія)
Пара — у філателії дві з'єднані між собою горизонтально або вертикально поштові марки, при цьому кожна марка може бути відокремлена і використана в поштовому обігу окремо. Марки можуть бути з перфорацією або без неї, а за зображенням як різні, так і однакові.

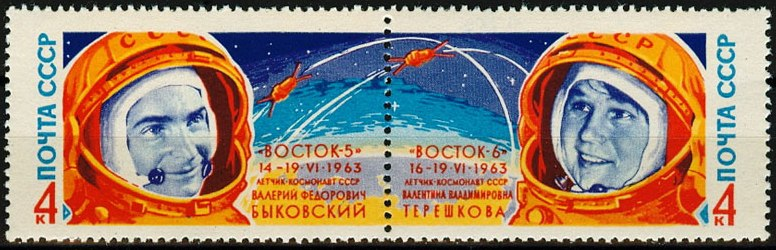
Пара (зчіпка) поштових марок СРСР (1963). Художники Лесегрі

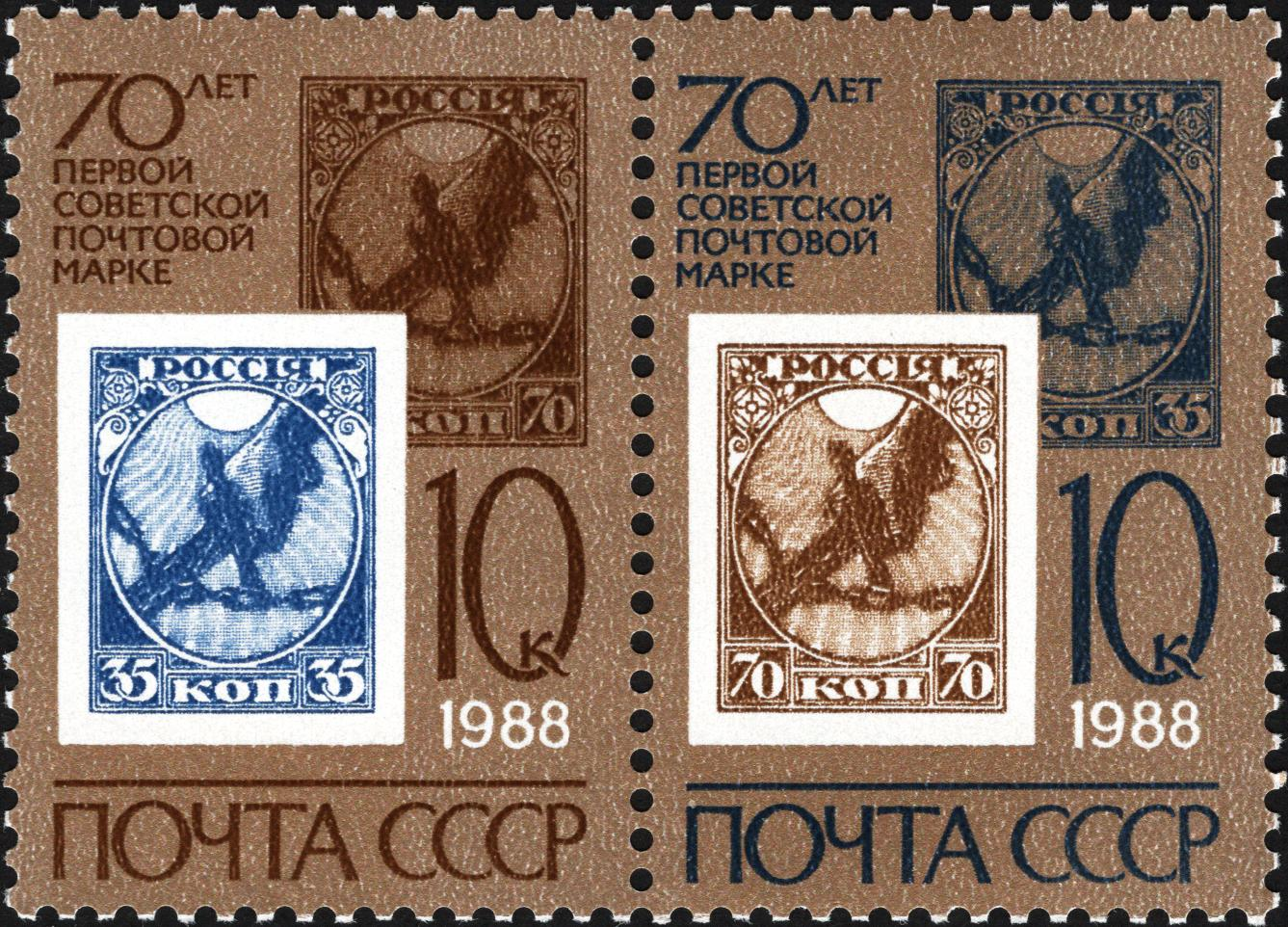
Горизонтальна пара поштових марок СРСР із полями (1988). Художник В. Коваль (ЦФА [ АТ «Марка» ] № 5903-5904)

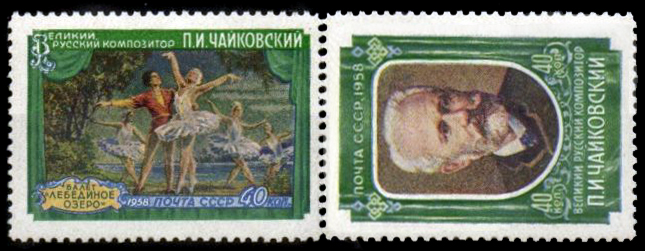
Пара (куше) поштових марок СРСР (1958). Художник С. Поманский (ЦФА [ АТ «Марка» ] № 2130, 2129)

Іноді пари можуть бути неперфорованими посередині.

## Види пар
- Горизонтальна пара — дві з'єднані між собою горизонтально поштові марки.
- Вертикальна пара — дві з'єднані між собою вертикально поштові марки.
- Пара з полями, або крайня пара, — дві з'єднані марки, відокремлені від краю маркового аркуша разом із прилеглим полем листа.

Враховуючи наявність вертикальних та горизонтальних пар та загальну кількість марок у листі, можливі різні поєднання однієї й тієї ж пари марок із полями. Наприклад, вертикальна пара з полями з верхнього краю (з першого ряду) листа означає, що верхня марка буде з частиною поля, а нижня марка з другого ряду буде з частиною поля у разі крайніх бокових пар, або без поля в інших випадках.
- Пара зі з'єднанням, або пара з доріжкою (гатер -пара ;англ. gutter pair) — дві марки, з'єднані між собою з'єднанням (гаттером)[4].